# Condado de Hodgeman
O Condado de Hodgeman é um dos 105 condados do estado americano de Kansas. A sede do condado é Jetmore, e sua maior cidade é Jetmore. O condado possui uma área de 2,228 km² (dos quais 1 km² estão cobertos por água), uma população de 2 085 habitantes, e uma densidade populacional de 1 hab/km² (segundo o censo nacional de 2000). O condado foi fundado em 26 de fevereiro de 1867.